# Bicyclus sandace
Bicyclus sandace is een vlinder van de familie van de Nymphalidae, van de onderfamilie van de Satyrinae. De soort is voor het eerst wetenschappelijk beschreven als Mycalesis sandace door William Chapman Hewitson in een publicatie uit 1877.

## Verspreiding
De soort komt voor in tropisch Afrika waaronder Senegal, Gambia, Guinea-Bissau, Guinee, Burkina Faso, Sierra Leone, Liberia, Ivoorkust, Ghana, Togo, Benin, Nigeria, Kameroen, Equatoriaal Guinee, Gabon, Congo-Brazzaville, Centraal Afrikaanse Republiek, Congo-Kinshasa, Oeganda, Kenia, Rwanda, Tanzania, Angola en Zambia, waar deze voorkomt in laaglandbossen en bossen in de subalpiene zone.

## Waardplanten
De rups leeft op soorten van de grassenfamilie (Poaceae).